# Jeffrey Hoogland
Jeffrey Joshua Gerardus Hoogland (ur. 16 marca 1993 w Nijverdal) – holenderski kolarz torowy, dwukrotny medalista igrzysk olimpijskich oraz wielokrotny medalista torowych mistrzostw świata i Europy.

## Kariera
Pierwszy sukces w karierze osiągnął w 2013 roku, kiedy zdobył brązowy medal w sprincie drużynowym podczas torowych mistrzostw Europy młodzieżwoców. Na rozgrywanych dwa lata później mistrzostwach Europy w Grenchen zwyciężył w sprincie indywidualnym i drużynowym oraz wyścigu na 1000 m. W 2016 roku wraz z kolegami z reprezentacji zdobył srebrny medal na mistrzostwach świata w Londynie, wynik ten powtarzając podczas mistrzostw świata w Hongkongu rok później. W tej samej konkurencji wywalczył też złoty medal na mistrzostwach świata w Apeldoorn. Na tych samych mistrzostwach był też najlepszy w wyścigu na 1000 m. 
Na mistrzostwach świata w Pruszkowie (2019) i mistrzostwach świata w Pruszkowie (2020) zdobywał złote medale w sprincie drużynowym i srebrne indywidualnie, w obu przypadkach wyprzedzał go tylko jego rodak - Harrie Lavreysen. Kolejne cztery medale wywalczył podczas mistrzostw świata w Roubaix w 2021 roku: w wyścigu na 1 km i sprincie drużynowym zwyciężał, a w sprincie indywidualnym i keirinie był drugi, ponownie ulegając tylko Lavreysenowi. Na rozgrywanych rok później mistrzostwach świata w Yvelines był najlepszy w wyścigu na 1 km oraz drugi w keirinie i sprincie drużynowym.
Brał udział w igrzyskach olimpijskich w Rio de Janeiro w 2016 roku, zajmując szóste miejsce drużynowo i jedenaste indywidualnie. Podczas igrzysk olimpijskich w Tokio zdobył dwa medale. Razem z kolegami z reprezentacji zdobył złoty medal w sprincie drużynowym, a w sprincie indywidualnym był drugi. Na podium rozdzielił Lavreysena i Jacka Carlina z Wielkiej Brytanii. 